# 緑川貴士
緑川 貴士（みどりかわ たかし、1985年1月10日 ‐ ）は、日本の政治家、元アナウンサー。立憲民主党所属の衆議院議員（3期）。立憲民主党秋田県連代表。

## 来歴
埼玉県飯能市生まれ。早稲田大学社会科学部卒業。大学卒業後、2009年に秋田朝日放送にアナウンサーとして入社。2014年9月、秋田朝日放送を退社。
2014年、第47回衆議院議員総選挙に民主党公認で秋田2区から出馬したが、自民党前職の金田勝年に敗れ、落選した。
2016年、民主党・維新の党の合流により結党した民進党に参加し、同党からの次期衆議院議員総選挙への出馬を目指していたが、前原誠司代表が2017年9月27日、民進党を事実上解党し、希望の党からの立候補を容認する方針を表明。第48回衆議院議員総選挙では希望の党から公認を受け、秋田2区から出馬した。選挙区では自民党前職の金田に1,672票差で敗れるも、重複立候補していた比例東北ブロックで復活し、初当選した。同年11月の希望の党共同代表選挙では、大串博志を支持したが、大串は玉木雄一郎に敗れた。
2018年5月7日、民進党・旧希望の党が合流し、結党した国民民主党に参加した。
2020年8月19日、旧立憲民主党と旧国民民主党が合流する新党への参加を表明。同年9月10日に行われた合流新党の代表選挙では泉健太の推薦人に名を連ねた。新「立憲民主党」秋田県連が発足すると、代表に就任。
2021年10月31日に投開票が行われた第49回衆議院議員総選挙では、中央で立憲民主党と共産党などとの野党共闘が成立。秋田2区では毎回続けられてきた共産党からの立候補が見送られ、緑川と金田の一騎打ちが実現した。選挙期間中は党派色を打ち消し、保守層への浸透も狙った結果、3度目の挑戦にして小選挙区で勝利した。
2024年10月27日に投開票が行われた第50回衆議院議員総選挙では、共産党候補も立候補したものの、自民党新人の福原淳嗣を破り小選挙区で勝利した。

## 人物
- 民進党・希望の党の合流に際し、青山大人、浅野哲、森田俊和、関健一郎、緑川の5人が、党名について「新党ゼロ」を提唱した[19]。関は「新党ゼロ」の理由について「民主党政権に対する有権者の「裏切られた感」はまだ残っており、新党がその名残だと思われることが一番ダメ」であり、「新党名として関心をもたれやすい」と説明した[19]。
- 気象予報士の資格を持つ[1]。

## 政策・主張
- 日本国憲法の改正に賛成だが、日本国憲法第9条の改正は反対[20]。
- 憲法への緊急事態条項の創設に反対[20]。
- 参議院議員通常選挙で隣接する県を1つの選挙区にする「合区」をなくすための憲法改正に反対[20]。
- アベノミクスを評価しない[20]。
- 高収入の一部専門職を労働時間規制から除外する高度プロフェッショナル制度の導入に反対[20]。
- 原子力発電について「当面は必要だが、将来的には廃止すべき」としている[20]。
- カジノの解禁に反対[20]。
- 日本の核武装について「将来にわたって検討すべきでない」としているが、非核三原則の「持ち込ませず」の部分については「議論すべきだ」としている[20]。
- 女性宮家の創設に賛成[20]。

## 出演
いずれも秋田朝日放送のアナウンサー時
- サタナビっ! - 中継コーナー
- 秘密結社 クロトサカ団 - ナレーション
- トレタテ!

## 選挙歴
| 当落 | 選挙                   | 執行日         | 年齢 | 選挙区      | 政党       | 得票数    | 得票率 | 定数 | 得票順位 /候補者数 | 政党内比例順位 /政党当選者数 |
| ---- | ---------------------- | -------------- | ---- | ----------- | ---------- | --------- | ------ | ---- | ------------------ | ---------------------------- |
| 落   | 第47回衆議院議員総選挙 | 2014年12月14日 | 29   | 秋田県第2区 | 民主党     | 5万6701票 | 37.80% | 1    | 2/3                | /                            |
| 比当 | 第48回衆議院議員総選挙 | 2017年10月22日 | 32   | 秋田県第2区 | 希望の党   | 7万3163票 | 45.26% | 1    | 2/3                | 3/3                          |
| 当   | 第49回衆議院議員総選挙 | 2021年10月31日 | 36   | 秋田県第2区 | 立憲民主党 | 8万1845票 | 52.54% | 1    | 1/2                | /                            |
| 当   | 第50回衆議院議員総選挙 | 2024年10月27日 | 39   | 秋田県第2区 | 立憲民主党 | 7万895票  | 50.42% | 1    | 1/3                | /                            |